# Львова, Любовь
Любовь Львова (род. 1984, СССР) — российская актриса, режиссёр и сценарист.

## Биография
Любовь Львова с детства увлекалась музыкой. Окончила Московскую среднюю специальную музыкальную школу имени Гнесиных. Однако, решила стать актрисой и поступила на актёрский факультет ГИТИСа, на курс П. Н. Фоменко. Там же она познакомилась со своим будущим мужем — актёром Сергеем Тарамаевым.
В дальнейшем Львова и Тарамаев решили заняться режиссурой и сценарным делом. В 2013 они выпускают свою первую работу — драму «Зимний путь», которая стала лауреатом международного кинофестиваля «Сталкер».
В 2015 году была снята драма «Метаморфозис».
В 2018 году Львова-Тарамаев снимают сериал «Доктор Преображенский» с Денисом Шведовым в главной роли.
В 2022 году по своему собственному сценарию дуэт Львовой и Тарамаева снимает сериал «Чёрная весна» про подростков из маленького городка, которые решают возродить традицию дуэльных поединков. Сериал вышел на площадке START 16 ноября 2022 года.
В 2023 в свет вышел новый проект Львовой — Тарамаева — сериал в жанре триллера «Фишер». Сюжет строится вокруг попыток поимки тремя следователями известного серийного маньяка Сергея Головкина.

## Фильмография
На данный момент Любовь Львова приняла участие в следующих кинофильмах:

### Режиссёр
- 2012 — Зимний путь
- 2015 — Метаморфозис
- 2018 — Доктор Преображенский (2 сезона)
- 2022 — Чёрная весна
- 2023 — Фишер

### Сценарист
- 2012 — Зимний путь
- 2015 — Метаморфозис
- 2018 — Амбивалентность
- 2022 — Чёрная весна
- 2024 - Дети перемен.

### Актриса
- 2001 — Правила недолгих встреч (короткометражный фильм)
- 2002 — Невозможные зелёные глаза
- 2007 — 1612: Хроники Смутного времени
- 2008 — Игра
- 2010 — Достоевский
- 2011 — МУР. Третий фронт
- 2012 — Зимний путь